# Henrikas Karpavičius
Henrikas Karpavičius (* 1956 in der Litauischen SSR) ist ein litauischer Politiker.

## Leben
Nach dem Abitur an der 10. Mittelschule Šiauliai absolvierte er das Studium 1980 an der Vilniaus universitetas und 1987 promovierte er am Wirtschaftsinstitut Litauens.
Von 1990 bis 1991 war er stellvertretender Bürgermeister von Šiauliai, von 1994 bis 2000 leitete UAB „Karpis“ und UAB „Eksimeta“ als Direktor. Seit 2005 lehrt er an der Šiaulių universitetas, seit 2006 ist er Prodekan der Fakultät für Sozialwissenschaften.

## Quelle
- http://su.lt/smf/apie-fakulteta/struktura/katedros/ekonomikos-katedra/6261-doc-dr-henrikas-karpaviius

| Personendaten    | Personendaten         |
| ---------------- | --------------------- |
| NAME             | Karpavičius, Henrikas |
| KURZBESCHREIBUNG | litauischer Politiker |
| GEBURTSDATUM     | 1956                  |
| GEBURTSORT       | Litauische SSR        |